# フジグラン三原
フジグラン三原（フジグランみはら）は、広島県三原市に所在する、フジ・リテイリングが展開するショッピングセンターである。

## 概要
1998年に開業したショッピングセンターで、フジの直営売場を中心に50以上の専門店からなる。
開業20周年となる2018年（平成30年）、2期に分けてリニューアルを実施しており、第1期ではニトリと明屋書店を導入、第2期では食品館の売場レイアウトなどをリニューアルした。

## 館内

### 本体棟
- 1階 - 食品館、生活館、専門店街
- 2階 -専門店街（ニトリ、明屋書店等）、フードコート、アミューズメント施設（ナムコランド）

### 別棟
- ワタナベ楽器
- ラビータ（ペットショップ）

## 周辺の施設
- 三原市役所
- 三原警察署
- 三原港フェリーターミナル
- 三原駅

## 周辺のショッピングセンター
- イオン三原店
- イオン本郷ショッピングセンター
- フレスタ三原店、明神店
- ゆめマート尾道
- 尾道福屋